# Roberto Parada
Roberto Parada Ritchie (Concepción, Chile; 15 de septiembre de 1909-Moscú, Unión Soviética; 19 de noviembre de 1986) fue un actor chileno, director teatral y docente con una larga trayectoria de más de 50 años sobre las tablas, además fue un destacado militante comunista. Casado con la actriz y diputada del Partido Comunista (1965-1969) y del PPD (1990-1994), María Maluenda, con quien tuvo 2 hijos, María Soledad y el sociólogo José Manuel, quien, mientras trabajaba para la Vicaría de la Solidaridad, muriera asesinado por agentes de la DICOMCAR (Dirección de Comunicaciones de Carabineros), organismo represor de la dictadura de Augusto Pinochet.

## Biografía
En los años 1930 fue dirigente de la Fech, participando en el derrocamiento de Carlos Ibáñez del Campo (1931) y en el establecimiento de la República Socialista de Chile (4 al 16 de junio de 1932).
Luego de ejercer la docencia como profesor de Inglés e inspector, en distintos colegios del Sur de Chile, en 1941, se integró al movimiento que daría origen al Teatro Experimental de la Universidad de Chile, junto a María Maluenda, con quien se casaría en 1946. Con ellos también se encontraban los escritores Pedro de la Barra y José Ricardo Morales, y los actores Bélgica Castro, Pedro Orthous, Domingo Piga, Rubén Sotoconil, Domingo Tessier,  los hermanos Santiago y Héctor del Campo.

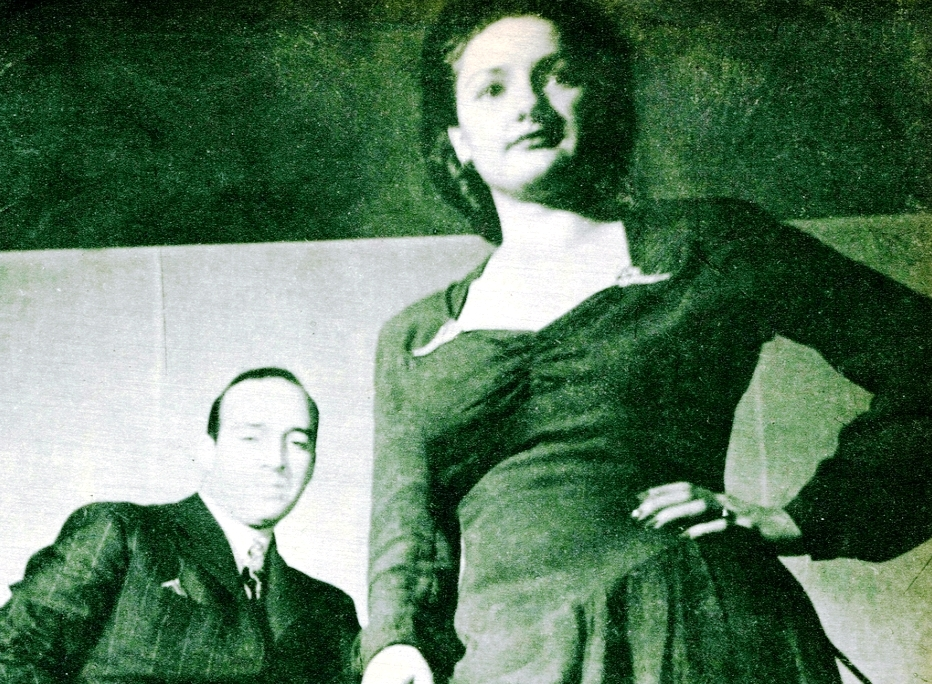
Roberto Parada junto a su esposa, la actriz y política María Maluenda.

Roberto se destacó por su fuerte y hermoso tono de voz, lo que lo hizo participar en varios discos de poesía, destacándose "Viva Chile M..." de Fernando Alegría. En 1978, junto al Grupo Ortiga y el coro de Waldo Aránguiz, grabó la Cantata de los Derechos Humanos: Caín y Abel, obra musical compuesta por Alejandro Guarello con textos de Esteban Gumucio Vives sacerdote sagrados corazones. También merece destacar la participación como relator en el disco de Quilapayún, La fragua, lanzado en 1973.
En 1982, trabajó en la telenovela Anakena de Canal 13, dirigida por José Caviedes.
Además representó el papel de Pablo Neruda en la película Ardiente Paciencia, obra literaria de Antonio Skármeta, quien también participó en la realización de la película como director y guionista. La película fue rodada en 1983, y contó además con las actuaciones de Óscar Castro Ramírez y Marcela Osorio.
Mientras se encontraba trabajando en la obra Primavera con una esquina rota, adaptación de la obra homónima de Benedetti, su hijo, José Manuel, fue secuestrado y posteriormente asesinado en el denominado "Caso Degollados", junto a Manuel Guerrero (dirigente de la AGECH) y Santiago Nattino. José Manuel y Manuel Guerrero fueron secuestrados en las puertas del Colegio Latinoamericano de Integración, en la mañana del 29 de marzo de 1985. Al día siguiente, en el camino a Quilicura, ambos aparecieron degollados junto a Santiago Nattino, quien había sido secuestrado el día 28 de marzo. Cuatro meses después, el juez José Canovas Robles, establecía que un grupo operativo de inteligencia de Carabineros, había ejecutado los secuestros, torturas y el posterior asesinato de los dirigentes comunistas.
En mayo de 1986, sufrió una trombosis. La persecución política lo llevó a abandonar el país junto a su esposa, rumbo a Buenos Aires y posteriormente a Moscú, donde falleció el 19 de noviembre de 1986.

## Algunas participaciones teatrales
- Soldado en La Guarda cuidadosa de Miguel de Cervantes y Saavedra. Teatro Experimental de la U. de Chile 1941[2]
- Don Alonso en "El Caballero de Olmedo" de Lope de Vega.  Teatro Experimental de la U. de Chile 1942[3]
- Juez en Farsa del Licenciado Pathelin (Anónimo). Teatro Experimental de la U. de Chile 1942[4]
- Don Pedro en Don Gil de las calzas verdes de Tirso de Molina. Teatro Experimental de la U. de Chile 1948[5]
- El Cerro Alto en Chañarcillo de Antonio Acevedo Hernández. Teatro Experimental de la U. de Chile 1953[6]
- Reverendo Juan Hale en Las Brujas de Salem de Arthur Miller. Teatro Experimental de la U. de Chile 1957[7]
- El círculo de tiza caucasiano de Bertolt Brecht. Teatro experimental de la U. de Chile. 1963
- Musiú en El rehén de Brendan Behan. Instituto de Teatro de la Universidad de Chile (1967).[8]
- Sócrates en Sócrates, basado en la Apología de Sócrates de Platón 1979[9]
- Primavera con una esquina rota. Mario Benedetti y Teatro Ictus 1984
- Lo que está en el aire. Carlos Cerda y Teatro Ictus 1986

## Películas
| Películas | Películas                  | Películas             | Películas                       |
| Año       | Título                     | Rol                   | Director                        |
| --------- | -------------------------- | --------------------- | ------------------------------- |
| 1944      | Hollywood es así           |                       | Jorge Délano (Coke)             |
| 1944      | Ayúdenos (cortometraje)    |                       | Guillermo Yánquez               |
| 1947      | Si mis campos hablaran     | Vicente Pérez Rosales | José Bohr                       |
| 1949      | Esperanza                  |                       | Francisco Mugica Eduardo Boneo  |
| 1952      | El ídolo                   |                       | Pierre Chenal                   |
| 1953      | Chile y su pueblo          |                       | Edmundo Urrutia Raúl Barrientos |
| 1961      | Deja que los perros ladren |                       | Naum Krameranco                 |
| 1962      | Un chileno en España       |                       | José Bohr                       |
| 1967      | Regreso al silencio        |                       | Naum Kramarenco                 |
| 1971      | Voto + fusil               |                       | Helvio Soto                     |
| 1973      | La tierra prometida        |                       | Miguel Littín                   |
| 1982      | Historia de un roble solo  |                       | Silvio Caiozzi                  |
| 1983      | Ardiente paciencia         | Pablo Neruda          | Antonio Skármeta                |
| 1985      | Sexto A 1965               |                       | Claudio di Girólamo             |